# 福羅伊斯
47°31′50″N 36°46′55″E / 47.53056°N 36.78194°E
福羅伊斯（烏克蘭語：Форойс）是位於烏克蘭東南部的村莊，由扎波羅熱州波洛希區的羅濟夫卡市鎮負責管轄。該村面積0.28平方公里，海拔高度148米，2001年人口8，人口密度每平方公里28.57人。